# Église Notre-Dame d'Aurice
L'église Notre-Dame se situe sur la commune d'Aurice, dans le département français des Landes.

## Présentation
L'église Notre-Dame d'Aurice date du XVIIe siècle. Elle succède à la chapelle d'Onès et renferme une statue de Notre-Dame d'Aurice en bois sculpté. Elle fut reconstruite après les guerres de Religion par Noble Pierre d’Auzolles, curé et seigneur de Lamothe en 1622, curé d’Aurice et de Sainte-Eulalie en 1628. Il était le fils du très riche seigneur Noble Pierre d’Auzolles, seigneur de Lamothe, de Sainte-Araille, du Bégué, Saint-Julien à Samadet, Le Vigneau, Projean et Mugriet, co-seigneur d’Horsarrieu, économe des fruits de l’évêché de d’Aire et de dame Jeanne d'Arbo (fille de noble Jehan d'Arbo, bayle de la Reine de Navarre et syndic de Saint-Sever).